# قائمة الانتخابات في 2024
تتضمن هذه القائمة الانتخابات والتي أجريت في عام 2024. ويحتفظ المعهد الديمقراطي الوطني للشؤون الدولية بتقويم العملية الانتخابية في جميع أنحاء العالم.
- انتخابات مجلس الأمن التابع للأمم المتحدة لعام 2024
- التقويم الانتخابي الوطني 2024
- تقويم الانتخابات المحلية 2024

ما يميز عام 2024م، هو العدد الكبير من الانتخابات، التي عقدت في جميع أنحاء العالم: إذ صوت أكثر من 100 دولة من جميع أنحاء العالم، منهم ثماني من أكبر 10 دول من حيث عدد السكان في العالم، وهم - بنجلاديش والبرازيل والهند وإندونيسيا والمكسيك وباكستان وروسيا والولايات المتحدة؛ بالإضافة إلى ذلك قام الاتحاد الأوروبي بإجراء انتخابات للبرلمان الأوروبي في يونيو. كان يحق لحوالي 4 مليارات ناخب – أي ما يساوي تقريبًا نصف سكان العالم – التصويت في الانتخابات هذا العام. ونظرًا للعدد الكبير من الإنتخابات التي يحتضنها عام 2024م؛ فقد سمي هذا العام بعام الانتخابات. ومن المتوقع أن يكون لهذا العام تأثيرًا كبيرًا على السياسة العالمية.

## أفريقيا
- الجزائر
- الانتخابات الرئاسية الجزائرية 2024، 7 سبتمبر.
- بوتسوانا
- الانتخابات العامة في بوتسوانا 2024، 30 أكتوبر.
- تشاد
  - الانتخابات الرئاسية التشادية 2024، 6 مايو.
  - الانتخابات البرلمانية التشادية 2024، 29 ديسمبر.
- جزر القمر
  - الانتخابات الرئاسية القمرية 2024، 14 يناير.
- غانا
  - الانتخابات العامة الغانية 2024، 7 ديسمبر.
- غينيا بيساو
  - الانتخابات البرلمانية في غينيا بيساو 2024، 24 نوفمبر.
  - الانتخابات الرئاسية في غينيا بيساو 2024.
- مدغشقر
- الانتخابات البرلمانية في مدغشقر 2024، 29 مايو.
- موريتانيا
- الانتخابات الرئاسية الموريتانية 2024، 29 يونيو.
- موريشيوس
- الانتخابات العامة الموريشيوسية 2024، 10 نوفمبر.
- موزمبيق
  - الانتخابات العامة الموزمبيقية 2024، 10 نوفمبر.
- ناميبيا
  - الانتخابات العامة الناميبية 2024، 27 نوفمبر.
- نيجيريا
  - انتخابات حاكم ولاية إدو 2024، 21 سبتمبر.
  - انتخابات حاكم ولاية أوندو 2024، 16 نوفمبر.
- رواندا
  - الانتخابات العامة الرواندية 2024، 15 يوليو.
- السنغال
  - الانتخابات الرئاسية السنغالية 2024، 24 مارس.
  - الانتخابات البرلمانية السنغالية 2024، 17 نوفمبر.
- الصومال
  - الانتخابات الرئاسية في الصومال 2024، 13 نوفمبر.
- جنوب إفريقيا
  - الانتخابات العامة في جنوب أفريقيا 2024، 29 مايو.
- توغو
  - الانتخابات البرلمانية في توجو 2024، 29 أبريل.
- تونس
  - الانتخابات الرئاسية التونسية 2024، 6 أكتوبر.

## الأمريكتين
- بليز
  - الانتخابات البلدية في بليز2024، 6 مارس.
- البرازيل
  - الانتخابات البلدية البرازيلية 2024، 6 أكتوبر (الجولة الأولى)، و27 أكتوبر (الجولة الثانية المحتملة).
    - انتخابات عمدة ساو باولو 2024.
    - انتخابات عمدة ريو دي جانيرو 2024.
- كندا
  - الانتخابات العامة في كولومبيا البريطانية 2024، 19 أكتوبر.
  - الانتخابات العامة في نيو برونزويك 2024، 21 أكتوبر.
  - الانتخابات العامة في ساسكاتشوان 2024، 28 أكتوبر.
- تشيلي
  - الانتخابات البلدية التشيلية 2024، 27 أكتوبر.
  - الانتخابات الإقليمية التشيلية 2024، 27 أكتوبر.
- كوستاريكا
  - الانتخابات البلدية في كوستاريكا 2024، 4 فبراير.
- السلفادور
  - الانتخابات العامة السلفادورية 2024، 4 فبراير، 3 مارس.
- جمهورية الدومينيكان
  - الانتخابات البلدية في جمهورية الدومينيكان 2024، 17 فبراير.
  - الانتخابات العامة في جمهورية الدومينيكان 2024، 19 مايو.
- جامايكا
  - الانتخابات المحلية الجاميكية 2024، 26 فبراير.
- المكسيك
- الانتخابات العامة المكسيكية 2024، 2 يونيو.
- الانتخابات المحلية المكسيكية 2024، 2 يونيو.
- بنما
  - الانتخابات العامة في بنما 2024، 5 مايو.
- بورتوريكو
  - الانتخابات العامة البورتوريكية 2024، 5 نوفمبر.
- سينت مارتن
  - الانتخابات العامة في سانت مارتن 2024، 11 يناير.
  - الانتخابات العامة في سانت مارتن في أغسطس 2024، 19 أغسطس.
- الولايات المتحدة
  - انتخابات الولايات المتحدة 2024، 5 نوفمبر.
    - انتخابات حكام الولايات المتحدة 2024.
    - انتخابات مجلس النواب الأمريكي 2024.
    - الانتخابات الرئاسية الأمريكية 2024.
    - انتخابات مجلس الشيوخ الأمريكي 2024.
    - الانتخابات التشريعية للولايات المتحدة الأمريكية 2024.
- الأوروغواي
  - الانتخابات العامة في أورجواي 2024، 27 أكتوبر(الجولة الأولي)، 24 نوفمبر (الجولة الثانية المحتملة).
- فنزويلا
  - الانتخابات الرئاسية الفنزويلية 2024، 28 يوليو.

## آسيا
- أذربيجان
  - الانتخابات الرئاسية الأذربيجانية 2024، 7 فبراير.
  - الانتخابات البرلمانية الأذربيجانية 2024، 1 سبتمبر.
- بنغلاديش
  - الانتخابات العامة في بنجلادش 2024، 7 يناير.
- بوتان
  - انتخابات الجمعية الوطنية البوتانية 23-2024، 9 يناير (الجولة الثانية).
- كمبوديا
  - انتخابات مجلس الشيوخ الكمبودي 2024، 25 فبراير.
  - الانتخابات الإقليمية الكمبودية 2024، 26 مايو.
- الهند
  - انتخابات 2024 في الهند.
    - الانتخابات العامة الهندية 2024، 19 أبريل، 1 يونيو.
    - انتخابات الجمعية التشريعية لولاية أروناجل برديش 2024، 19 أبريل.
    - انتخابات الجمعية التشريعية لولاية سيكيم 2024، 19 أبريل.
    - انتخابات الجمعية التشريعية لولاية أندرا برديش 2024، 13 مايو.
    - انتخابات الجمعية التشريعية لولاية أوديشا 2024، 13 مايو، 1 يونيو.
    - انتخابات الجمعية التشريعية لجامو وكشمير 2024، 18 سبتمبر،1 أكتوبر.
    - انتخابات الجمعية التشريعية لولاية هاريانا 2024، 5 أكتوبر.
    - انتخابات الجمعية التشريعية لولاية مهاراشترا 2024، 20 نوفمبر.
    - انتخابات الجمعية التشريعية لولاية جارخاند 2024، 13،20 نوفمبر.
- إندونيسيا
  - الانتخابات العامة الإندونيسية 2024، 14 فبراير.
  - الانتخابات المحلية الإندونيسية 2024، 27 نوفمبر.
    - انتخابات حاكم جاكرتا 2024.
- إيران
  - الانتخابات التشريعية الإيرانية 2024، 1مارس (الجولة الأولى)، و10 مايو (الجولة الثانية).
  - الانتخابات الرئاسية الإيرانية 2024، 28 يونيو (الجولة الأولى)، و5 يوليو (الجولة الثانية).
- إسرائيل
  - الانتخابات البلدية الإسرائيلية 2024، 27 فبراير.
- اليابان
- الانتخابات العامة اليابانية 2024، 27 أكتوبر.
- انتخابات حاكم محافظة شيزوكا 2024، 26 مايو.
- انتخابات حاكم طوكيو 2024، 7 يوليو.
- الأردن
  - الانتخابات النيابية الأردنية 2024، 10 سبتمبر.
- كردستان العراق
  - الانتخابات البرلمانية لإقليم كردستان 2024، 20 أكتوبر.
- الكويت
  - انتخابات مجلس الأمة الكويتي 2024، 4 أبريل.
- المالديف
  - الانتخابات البرلمانية المالديفية 2024، 21 أبريل.
- منغوليا
  - الانتخابات البرلمانية المنغولية 2024، 28 يونيو.
- كوريا الشمالية
  - الانتخابات البرلمانية في كوريا الشمالية.
- باكستان
  - الانتخابات العامة الباكستانية 2024، 8 فبراير.
  - الانتخابات الإقليمية الباكستانية 2024، 8 فبراير.
    - انتخابات إقليم بلوشستان 2024.
    - انتخابات إقليم خيبر بختونخوا 2024.
    - انتخابات إقليم البنجاب 2024.
    - انتخابات إقليم السند 2024.

  - الانتخابات الرئاسية الباكستانية 2024، 9 مارس.
  - انتخابات مجلس الشيوخ الباكستاني 2024، 2 أبريل.
- كوريا الجنوبية
  - الانتخابات التشريعية في كوريا الجنوبية 2024، 10 أبريل.
- سريلانكا
  - الانتخابات الرئاسية السريلانكية 2024، 21 سبتمبر.
  - الانتخابات البرلمانية السريلانكية 2024، 14 نوفمبر.
- سوريا
  - الانتخابات التشريعية السورية 2024، 15 يوليو.
- تايوان
- الانتخابات الرئاسية التايوانية 2024، 13 يناير.
- الانتخابات التشريعية التايوانية 2024، 13 يناير.
- تايلاند
  - انتخابات مجلس الشيوخ التايلاندي 2024، 9-26 يونيو.
- أوزبكستان
  - الانتخابات البرلمانية الأوزبكية 2024، 27 أكتوبر (الجولة الأولى)، 7 نوفمبر (جولة ثانية محتملة).

## أوروبا
- الاتحاد الأوروبي
  - انتخابات 2024 في الاتحاد الأوروبي.
    - انتخابات البرلمان الأوروبي 2024، 6-9 يونيو.
- النمسا
  - الانتخابات التشريعية النمساوية 2024، 29 سبتمبر.
  - انتخابات مقاطعة فورارلبرغ 2024، 13 أكتوبر.
  - انتخابات ولاية ستيريا 2024، 24 نوفمبر.
- بيلاروس
  - الانتخابات البرلمانية البيلاروسية 2024، 25 فبراير.
  - انتخابات مجلس الجمهورية البيلاروسية 2024، 4 أبريل.
- بلجيكا
  - الانتخابات الفيدرالية البلجيكية 2024، 9 يونيو.
  - الانتخابات الإقليمية البلجيكية 2024، 9 يونيو.
  - الانتخابات المحلية البلجيكية 2024، 13 أكتوبر.
- البوسنة والهرسك
  - الانتخابات البلدية البوسنية 2024، 6 أكتوبر.
- بلغاريا
  - الانتخابات البرلمانية البلغارية 2024، 9 يونيو.
  - الانتخابات البرلمانية البلغارية 2024، 27 أكتوبر.
- كرواتيا
  - الانتخابات البرلمانية الكرواتية 2024، 17 أبريل.
  - الانتخابات الرئاسية الكرواتية 2024، ديسمبر.
- قبرص
  - الانتخابات المحلية القبرصية 2024، 9 يونيو.
- جمهورية التشيك
  - الانتخابات الإقليمية التشيكية 2024، 20-21 سبتمبر.
  - انتخابات مجلس الشيوخ التشيكي 2024، 20-21 سبتمبر(الجولة الأولى)، و27-28 سبتمبر(الجولة الثانية).
- فنلندا
- الانتخابات الرئاسية الفنلندية 2024، 28 يناير(الجولة الأولى)، و11 فبراير(الجولة الثانية).
- فرنسا
  - الانتخابات التشريعية الفرنسية 2024، 30 يونيو (الجولة الأولى)، و7 يوليو (الجولة الثانية).
- جورجيا
  - الانتخابات البرلمانية الجورجية 2024، 26 أكتوبر.
  - الانتخابات الرئاسية الجورجية 2024، أكتوبر.
- ألمانيا
  - انتخابات ولاية ساكسونيا 2024، 1 سبتمبر.
  - انتخابات ولاية تورينغن 2024، 1 سبتمبر.
  - انتخابات ولاية براندنبورغ 2024، 22 سبتمبر.
- المجر
  - الانتخابات الرئاسية المجرية 2024، 26 فبراير.
  - الانتخابات المحلية المجرية 2024، 9 يونيو.
    - انتخابات عمدة بودابست 2024.
    - انتخابات الجمعية التشريعية في بودابست 2024.
- آيسلندا
  - الانتخابات الرئاسية الأيسلندية 2024، 1 يونيو.
  - الانتخابات البرلمانية الأيسلندية 2024، 30 نوفمبر.
- أيرلندا
  - الانتخابات المحلية الايرلندية 2024، 7 يونيو.
- إيطاليا
  - الانتخابات المحلية الإيطالية 2024، 8-9 يونيو (الجولة الأولى)، و23-25 يونيو (الجولة الثانية).
  - الانتخابات الإقليمية الإيطالية 2024.
    - الانتخابات الإقليمية السردينية 2024، 25 فبراير.
    - انتخابات منطقة أبرتسه 2024، 10 مارس.
    - الانتخابات الإقليمية في بازلكاتة 2024، 21-22 أبريل.
    - الانتخابات الإقليمية في بييمونتي 2024، 8-9 يونيو.
    - الانتخابات الإقليمية الليغورية 2024، 27-28 أكتوبر.
    - انتخابات منطقة إميليا- رومانيا 2024، 17-18 نوفمبر.
    - الانتخابات الإقليمية الأومبرية 2024، 17-18 نوفمبر.
- ليتوانيا
  - الانتخابات الرئاسية الليتوانية 2024، 12 مايو (الجولة الأولى)، و26 مايو (الجولة الثانية).
  - الانتخابات البرلمانية الليتوانية 2024، 13 أكتوبر(الجولة الأولى)، و27 أكتوبر (الجولة الثانية).
- مالطا
  - الانتخابات المحلية المالطية 2024، 8 يونيو.
- مولدوفا
- الانتخابات الرئاسية المولدوفية 2024، 20 أكتوبر(الجولة الأولى)، و3 نوفمبر (الجولة الثانية)
- استفتاء عضوية مولدوفا في الاتحاد الأوروبي 2024، 20 أكتوبر.
- مقدونيا الشمالية
  - الانتخابات البرلمانية في شمال مقدونيا 2024، 8 مايو.
  - الانتخابات الرئاسية في شمال مقدونيا 2024، 24 أبريل (الجولة الأولى)، و8 مايو (الجولة الثانية).
- بولندا
  - الانتخابات المحلية البولندية 2024، 7 أبريل (الجولة الأولى)، و21 أبريل (الجولة الثانية).
- البرتغال
- الانتخابات الإقليمية الأزورية 2024، 4 فبراير.
- الانتخابات التشريعية البرتغالية 2024، 10 مارس.
- انتخابات إقليم ماديرا 2024، 26 مايو.
- رومانيا
- الانتخابات المحلية الرومانية 2024، 9 يونيو.
- الانتخابات الرئاسية الرومانية 2024، 24 نوفمبر(الجولة الأولى)، و 8 ديسمبر (الجولة الثانية).
- الانتخابات البرلمانية الرومانية 2024، 1 ديسمبر.
- روسيا
  - الانتخابات الرئاسية الروسية 2024، 15-17 مارس.
  - الانتخابات الإقليمية الروسية 2024، 8 سبتمبر.
- سان مارينو
  - الانتخابات العامة في سان مارينو 2024، 9 يونيو.
- صربيا
  - الانتخابات المحلية الصربية 20الباسكية24، 2 يونيو.
    - انتخابات مجلس مدينة بلغراد 2024، 2 يونيو.
- سلوفاكيا
  - الانتخابات الرئاسية السلوفاكية 2024، 23 مارس (الجولة الأولى)، و6 أبريل (الجولة الثانية).
- أوسيتيا الجنوبية
  - الانتخابات البرلمانية في أوسيتيا الجنوبية 2024، 9 يونيو.
- إسبانيا
  - الانتخابات الإقليمية الجاليكية 2024، 18 فبراير.
  - الانتخابات الإقليمية 2024، 21 أبريل.
  - الانتخابات الإقليمية الكتالونية 2024، 12 مايو.
- تركيا
  - الانتخابات المحلية التركية 2024، 31 مارس.
    - انتخابات بلدية أنقرة 2024.
    - انتخابات بلدية اسطنبول 2024.
- المملكة المتحدة
  - الانتخابات المحلية في المملكة المتحدة 2024، 2 مايو.
    - انتخابات عمدة لندن 2024.
    - انتخابات الجمعية التشريعية في لندن 2024.

  - الانتخابات العامة في المملكة المتحدة 2024، 4 يوليو.

## أوقيانوسيا
- أستراليا
  - انتخابات ولاية تسمانيا 2024، 23 مارس.
  - الانتخابات العامة لإقليم الشمال لعام 2024، 24 أغسطس.
  - الانتخابات العامة لإقليم العاصمة الأسترالية 2024، 19 أكتوبر.
  - انتخابات ولاية كوينزلاند 2024، 26 أكتوبر.
- كيريباتي
  - الانتخابات البرلمانية في كيريباتي 2024، 14 أغسطس (الجولة الأولى)، و19 أغسطس (الجولة الثانية).
  - الانتخابات الرئاسية في كيريباتي 2024، 25 أكتوبر.
- بالاو
  - الانتخابات العامة البالاوية 2024، 5 نوفمبر.
- جزر سليمان
  - الانتخابات العامة لجزر سليمان 2024، 17 أبريل.
- توفالو
  - الانتخابات العامة في توفالو 2024، 26 يناير.